# Kościół Wniebowzięcia Najświętszej Maryi Panny w Siemianowicach Śląskich
Kościół Wniebowzięcia Najświętszej Maryi Panny – rzymskokatolicki kościół parafialny parafii Wniebowzięcia Najświętszej Maryi Panny, położony w Siemianowicach Śląskich, w dzielnicy Przełajka.

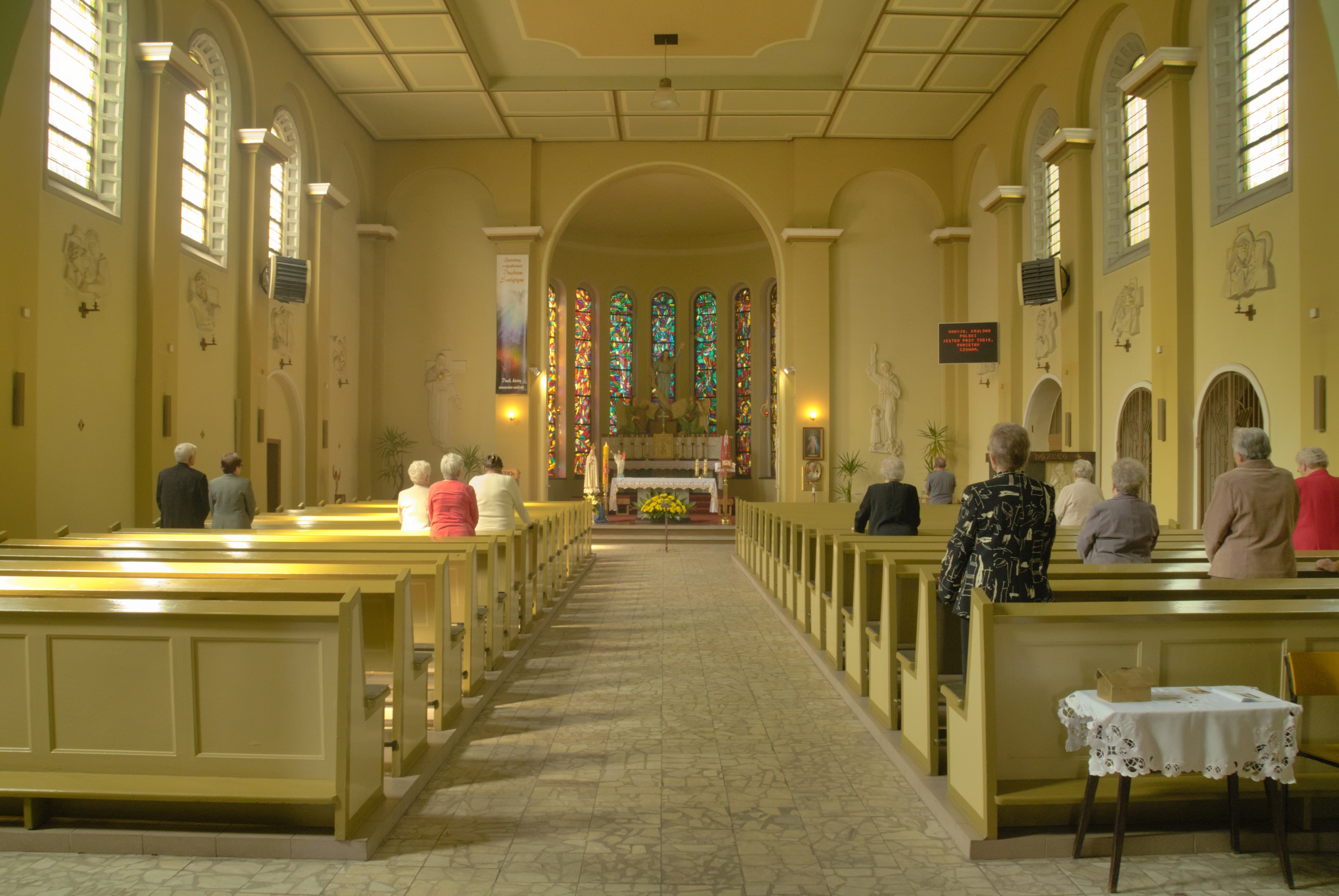
Wnętrze (2019)

Świątynia powstała dzięki księdzu Wilhelmowi Kopcowi. To z jego inicjatywy został poświęcony kamień węgielny i zostały zgłębione fundamenty. Prace budowlane, rozpoczęte w 1948 roku, bardzo szybko posuwały się do przodu. W dniu 2 września 1951 roku świątynia była już zbudowana. W tym samym dniu została poświęcona przez biskupa Herberta Bednorza. Kościół został konsekrowany w 1961 roku przez biskupa Juliusza Bieńka.
Kościół Wniebowzięcia Najświętszej Maryi Panny jest budynkiem neorenesansowym. Projektantem całej budowli był Jan Kapołka, który wykorzystał projekt jeńca wojennego Jana Parsiegla z Wrocławia. Od wschodu do kościoła przylega kaplica. Wnętrze świątyni zostało zaprojektowane przez Eugeniusza Samka. Witraże w kaplicy chrzcielnej zostały wykonane przez Wiktora Ostrzołka, a poza tym witraże znajdują się też w prezbiterium i na ścianach fasady po bokach wejścia głównego. Większość sprzętów i szat liturgicznych zostało sprowadzonych z kaplicy Odrowążów w Chorzowie. Tam znajdowały się do 1939 roku.